# Реннер, Карл
Карл Ре́ннер (нем. Karl Renner; 14 декабря 1870, Унтертанновиц — 31 декабря 1950, Вена) — австрийский политический деятель, социал-демократ и теоретик австромарксизма, первый федеральный канцлер Австрии после распада Австро-Венгерской империи и первый президент Австрии после Второй мировой войны.

## Биография
Восемнадцатый ребёнок в семье крестьянина. Изучал право в Вене. Доктор права. С 1896 по 1932 год работал библиотекарем парламента и пользовался его фондами для своих исследований.
В 1894 году стал членом социал-демократической партии. С 1907 года — депутат парламента, работал в нижней палате до 1934 года.
Участвовал в создании первой Австрийской республики. В 1918—1920 годах был канцлером и главой Государственного совета. С 1930 года избран председателем парламента, устранённого в 1934 году правительством Дольфуса. 
4 апреля 1945 года встретился с наступающими советскими войсками . Провел переговоры с Желтовым Алексеем. 27 апреля 1945 года подписал декларацию о независимости Австрии в Национальном совете в городе Вена.
После освобождения Австрии стал канцлером первого общекоалиционного временного правительства; по согласию всех партий избран президентом, умер до конца шестилетнего срока.
Являлся лидером австрийской социал-демократии и II Интернационала, а также видным теоретиком австромарксизма. Автор нескольких работ по проблеме национального вопроса. Придерживался идеи многонационального государства в виде демократической федерации на основе политического и культурного равноправия меньшинств. Призвал 1938 году проголосовать на референдуме за Аншлюс с нацистской Германией и кроме того предложил гитлеровцам активно включиться в процесс агитации за Аншлюс.
Автор текста песни «Германская Австрия, чудесная земля», в 1920—1929 годах являвшейся де факто гимном Австрийской республики.

## Сочинения
- Государство и нация, 1899 (под псевдонимом Синоптикус; рус. перевод — 1906)
- Национальная проблема, 1902 (под псевдонимом Рудольф Шпрингер; рус. перевод — 1909, второе издание — 2010. ISBN 978-5-396-00125-1)
- Теория капиталистического хозяйства : марксизм и проблема социализирования / Пер. Г. Б. Гермаидзе. — Москва ; Ленинград : Гос. изд-во, 1926. — XVIII—XX, 336 с. : ил.